# Diócesis de Ancusa
La Sede titular de Ancusa (en latín Dioecesis Ancusensis es una Diócesis titular de la Iglesia católica que fue una diócesis pero actualmente subsiste como sede titular. El ocupante actual de la Sede es el austriaco Mons. Stephan Turnovszky.

## Historia
Ancusa, ciudad ubicada en el país de Túnez es una antigua sede episcopal de la Provincia romana de Bizacena. Después sería ocupada por los papas para asignar una sede titular cuando nombra Obispos Auxiliares.

## Obispos titulares
- Mons. José Guadalupe Ortiz y López † (22 de marzo de 1926-20 de septiembre de 1929
- Mons. Saturnino Peri † (1º de noviembre de 1929 - 1945)
- Mons. John Roderick MacDonald † (3 de marzo de 1945 - 13 de abril de 1950
- Mons. Bonaventura Porta † (1952 - 15 de diciembre de 1953
- Mons. François Xavier Arthur Florent Morilleau † (5 de mayo de 1954 - 10 de agosto de 1955
- Mons. Domenico Enrici † (17 de septiembre de 1955 - 3 de diciembre de 1997
- Mons. Marcelino Hernández Rodríguez 1998 - 23 de febrero de 2008
- Mons. Stephan Turnovszky, al 6 de marzo de 2008